# Igbert Marín Chaparro
Igbert José Marín Chaparro (Maracay, estado Aragua, Venezuela; 25 de septiembre de 1978) es un militar y docente universitario venezolano, que ha obtenido el mayor promedio de calificaciones como cadete en la historia de la Academia Militar de Venezuela.
Ha ocupado varios cargos dentro de su carrera profesional y actualmente se encuentra detenido en la sede principal de la Dirección General de Contrainteligencia Militar (DGCIM), desde el 2 de marzo de 2018, tras ser acusado de «conspiración» por el gobierno de Nicolás Maduro.

## Biografía

### Carrera militar
Marín nació en la ciudad de Maracay, estado Aragua, Venezuela. Es hijo de Igor Marín, militar retirado de la Fuerza Armada Nacional Bolivariana (FANB) y Nelis Chaparro. Ingresó a la antigua Academia Militar de Venezuela (actual Academia Militar del Ejército Bolivariano adscrita a la Universidad Militar Bolivariana de Venezuela) a la edad de 15 años. Destacó en los cinco años donde fue Distinguido de 1.er año en su promoción, en segundo y tercer año Distinguido número 1, asignándole la representación del Ejército Bolivariano en el buque AB Simón Bolívar (BE-11), además luego adquiere el rango de Brigadier Mayor. Culminó en 1999 con honores su 5.º año, egresando como Alférez Mayor número 1 en el orden de mérito de su promoción Miguel Antonio Vásquez. Calificación máxima hasta el momento en dicha academia y Universidad, superando el récord que llevaba Luis Castellanos Hurtado, desde 1984. Allí obtuvo su Licenciatura en Ciencias y Artes Militares, mención Caballería y Blindados.
Igbert, avanzó sus estudios de posgrado en las especializaciones de Gerencia Pública en la Universidad Nacional Experimental Politécnica de la Fuerza Armada Nacional Bolivariana (UNEFA) y Derecho y Política Internacional de la Universidad Central de Venezuela (UCV). Además de un diplomado en la Escuela Superior de Estado Mayor (ESEM) General Benjamín Zeledón Rodríguez, del Ejército de Nicaragua en la República de Nicaragua.
Se ha desempeñado en varios cargos dentro de su carrera militar, entre los que destacan el comando del 5102 Escuadrón de Caballería Motorizado Cnel. Hermenegildo Mujica Ramos (Santa Elena de Uairén, estado Bolívar), gerente de Aduana en Maiquetía (estado La Guaira), Batallón de Infantería Juan Pablo Ayala (Fuerte Tiuna, Caracas) y ser asistente por un año del entonces presidente de Venezuela, Hugo Chávez. Como docente universitario, ha laborado en la AMEB en la preparación académica de oficiales de comando y en el posgrado de la UCV, con la cátedra Mantenimiento de la Seguridad y Paz Internacional.

### Detención y maltrato
El 2 de marzo de 2018, Igbert fue detenido junto a otros ocho funcionarios más, por parte de autoridades del Dirección General de Contrainteligencia Militar (DGCIM) y llevado a la sede en Boleíta (Petare), tras una reunión que tuvo con sus subalternos y jefes en instalaciones militares de Caracas, quienes reclamaron mejores condiciones alimenticias para su tropa armada, condenar la corrupción institucional dentro de la FANB y exigir equipamiento para las unidades. El hecho de sus comentarios lo llevó posteriormente a verse con el Ministro del Poder Popular para la Defensa de Venezuela, G/J Vladimir Padrino López, donde confirmó a él, la situación. Entre los cargos que se le acusa son: «Traición a la patria, instigación a la rebelión y acciones contra el decoro militar».
Por otra parte, su esposa Yocelyn, denunció a los medios la incomunicación con su cónyuge los primeros días y haber sido víctima de torturas por parte de encargados militares, información luego corroborada por su abogado Antonio Media Roa y el político Carlos Vecchio, quien acusó en su momento al director del DGCIM, el Hannover Guerrero Mijares de ejercer dichos ataques contra Marín. El 14 de agosto de 2019, Guerrero fue destituido por el presidente Nicolás Maduro, tras dichas denuncias de maltratos a efectivos encarcelados y estar vinculado al fallecimiento del capitán de corbeta venezolano, Rafael Acosta Arévalo.
Más tarde, se dio apertura el juicio militar contra el funcionario, mientras que medios venezolanos lo han calificado como «preso político», aunque dirigentes de la revolución bolivariana como Diosdado Cabello, ha acusado a Marín de estar implicado en la «Operación Gedeón de 2020», a pesar de estar privado de libertad desde 2018. La Comisión Interamericana de Derechos Humanos (CIDH) dictó medidas cautelares de protección a Marín, pese a tal jurisdicción, al efectivo militar lo mantienen aislado y sin contacto familiar desde 2020.
A finales de 2021, Marín Chaparro inicia una huelga de hambre que fue levantada en enero de 2022, cuando ingresó una comisión de funcionarios de la oficina de la Alto Comisionado de las Naciones Unidas para los Derechos Humanos a la Dgcim, y lograron un acuerdo entre las autoridades y el militar.
El 22 de noviembre de 2022, Marín Chaparro, inició una segunda huelga de hambre en protesta para exigir que se garanticen sus derechos básicos, como la visita de sus familiares. Un grupo de militares de alto rango están solicitando la libertad de Marín Chaparro, la ONG Control Ciudadano hizo un llamado a las autoridades para que le den atención a cuerenta y cinco (45) días del inicio de su huelga. Luego de 67 días levantó la huelga de hambre.

## Vida personal
Igbert estuvo casado hasta 2009, con Karla Jiménez Medina, esposa actual del militar y político venezolano José Vielma Mora. Años más tarde, contrajo matrimonio con Yocelyn Mercedes Carrizales de Marín, con la cual tiene dos hijos.